# 麦島侑
麦島 侑（むぎしま たすく、1988年9月15日 - ）は、新潟放送 (BSN) のアナウンサー。

## 来歴
東京都出身。法政大学法学部卒業。大学在学時には法政大学自主マスコミ講座を受講していた。
大学を卒業後、2012年4月に新潟放送に入社。アナウンス部に配属され、磯部恵美（元西日本放送アナウンサー）、門脇瑛子（元NHK和歌山放送局契約キャスター）とともに同局のアナウンサーになる。

## 担当番組

### テレビ番組
- ダイばん！[4]
- 土曜ランチTV なじラテ。 - 「スポなびっ！」担当[5]、「市報にいがた de なじラテ。」担当[6]
- BSN NEWS ゆうなび - 「もっとふむふむ」担当[7]、「どーいん新潟＋」担当[8]
- THE TIME,（TBSテレビ） - 「列島リアルタイム中継」新潟県担当リポーター
- スポーツ中継

### ラジオ番組
- 新潟日報ニュース[1]
- ゆうWAVE - 金曜スナッピーコーナー担当[9]
- 午後も一番 すっきりワイド - 金曜担当[9]
- はや・すた - 「はやすぽ」担当[10]
- 工藤淳之介 3時のカルテット - 月曜「ALBI SPIRIT」担当
- BSNラジオ競馬中継
- イケメン四銃士のそれいけ！アナウンサー